# Ancara olivescens
Ancara olivescens là một loài bướm đêm trong họ Noctuidae.